# Farsa (genere operistico)
La farsa è un genere operistico diffuso tra l'ultimo decennio del XVIII secolo e i primi tre del XIX secolo, principalmente a Venezia e a Napoli e in misura minore nel resto d'Italia.
Si trattava normalmente di un'opera di carattere buffo di un solo atto, a volte rappresentata insieme a dei balletti. Strutturalmente è affine al dramma giocoso a due atti (dal quale presumibilmente deriva), con il quale condivide ad esempio la struttura dei concertati, però con recitativi più corti. Destinata a piccoli teatri di scarse risorse finanziarie, era caratterizzata dall'assenza quasi totale di cori e dallo scarso mutamento delle scene (a volte la scena rimane la stessa per tutta la durata della rappresentazione). Inoltre presentava un andamento veloce, un carattere "naturale" e un'azione moderata. Alcune farse furono influenzate dallo stile francese, come le comédie mêlée d'ariettes.
La farsa iniziò ad affacciarsi verso gli inizi degli anni novanta del Settecento e raggiunse l'apice del successo intorno al 1800. Ebbe la sua massima fortuna a Venezia, dove venivano soprattutto rappresentate al Teatro San Moisè durante il carnevale. In questa città in poco più di vent'anni vennero messi in musica ben 106 libretti, alcuni più volte da diversi compositori, dei totali 191 prodotti in tutta Italia.
I principali librettisti che contribuirono a questo genere operistico furono Giuseppe Maria Foppa e Gaetano Rossi, mentre tra i compositori spiccano Giuseppe Farinelli, Pietro Generali, Johann Simon Mayr, Giuseppe Mosca, Gioachino Rossini, Gaetano Donizetti e Vittorio Trento.

## Esempi di farse
- Le finezze d’amore, o sia La farsa non si fa, ma si prova di Gennaro Astarita (1773, Venezia)
- Il diavolo a quattro di Gennaro Astarita (1785, Napoli)

- L'intrigo della lettera di Johann Simon Mayr su libretto di Giuseppe Maria Foppa (1797, Venezia)

- Le donne cambiate di Marcos António Portugal su libretto di Giuseppe Maria Foppa (1797, Venezia)
- Che originali! di Johann Simon Mayr su libretto di Gaetano Rossi (1798, Venezia)
- L'accademia di musica di Johann Simon Mayr su libretto di Gaetano Rossi (1799, Venezia)
- Teresa e Claudio di Giuseppe Farinelli su libretto di Gaetano Rossi (1801, Venezia)
- Pamela di Giuseppe Farinelli su libretto di Gaetano Rossi (1802, Venezia)
- Pamela nubile di Pietro Generali su libretto di Gaetano Rossi (1804, Venezia)
- L'amor coniugale di Johann Simon Mayr su libretto di Gaetano Rossi (1805, Padova)
- La cambiale di matrimonio di Gioachino Rossini su libretto di Gaetano Rossi (1810, Venezia)
- I tre mariti di Giuseppe Mosca su libretto di Gaetano Rossi (1811, Venezia)
- L'inganno felice di Gioachino Rossini su libretto di Giuseppe Maria Foppa (1812, Venezia)
- La scala di seta di Gioachino Rossini su libretto di Giuseppe Maria Foppa (1812, Venezia)
- L'occasione fa il ladro di Gioachino Rossini su libretto di Luigi Prividali (1812, Venezia)
- Il signor Bruschino di Gioachino Rossini su libretto di Giuseppe Maria Foppa (1813, Venezia)
- Adina di Gioachino Rossini su libretto di Gherardo Bevilacqua Aldobrandini (1826, Lisbona)
- Le convenienze ed inconvenienze teatrali di Gaetano Donizetti (1827, Napoli)
- Il campanello di Gaetano Donizetti su libretto dello stesso compositore (1836, Napoli)
- Lauretta (opera) di Vincenzo Pucitta su libretto di Giulio Domenico Camagna (1803, Venezia)